# Oceanapia amphirhiza
Oceanapia amphirhiza är en svampdjursart som först beskrevs av Schmidt 1880.  Oceanapia amphirhiza ingår i släktet Oceanapia och familjen Phloeodictyidae. Inga underarter finns listade i Catalogue of Life.